# Castilleja arachnoidea
Castilleja arachnoidea es una especie de planta herbácea perteneciente a la familia  Orobanchaceae. Es conocida con el nombre común de "cobwebby Indian paintbrush". Es originaria del norte de  California, Nevada y sur Oregón, donde se encuentra en las montañas locales del  Modoc Plateau. 

## Descripción
Es una pequeña planta herbácea perenne lanuda que alcanza alrededor de 30 centímetros de altura máxima.  Sus hojas son estrechas de punta son unos pocos centímetros de largo y pueden ser lobuladas.  La inflorescencia está cubierta de fibras formado telarañas. Las brácteas son de color amarillo a rojo oscuro y las flores con forma de bolsa que surgen de entre ellas, son de color verde amarillento al rojo púrpura.  El fruto es una cápsula de un centímetro de largo.

## Taxonomía
Castilleja arachnoidea fue descrita por Jesse More Greenman y publicado en Botanical Gazette 53(6): 510. 1912.
Etimología
Castilleja: nombre genérico que fue otorgado en honor del botánico español Domingo Castillejo (1744-1793).
arachnoidea: epíteto latino que significa "como una araña".
Sinonimia
- Castilleja filifolia Eastw.
- Castilleja payneae Eastw.[3]
- Castilleja arachnoidea subsp. shartensis (Eastw.) Pennell
- Castilleja eastwoodiana Pennell
- Castilleja floccosa Pennell ex M.Peck
- Castilleja pumicicola Pennell
- Orthocarpus pilosus var. arachnoideus (Greenm.) Jeps.[4]